# Costa Verde
Costa Verde (Zelena obala ili španjolski España Verde, Zelena Španjolska) je dio obale Atlantiskog oceana na sjeverozapadu Pirenejskog poluotoka, na teritoriju države Španjolske. Zbog blage oceanske klime i dosta padalina, čitavo je područje pod relativno bujnom i zelenom vegetacijom, pa se ova regija često naziva i Costa Verde (Zelena obala).

## Galerija
- Picos de Europa.
- Hórreo u Asturiji.
- Baskijska obala.
- Kantabrijska obala.
- Galicijska obala.
- Asturijska obala.

## Vanjske poveznice
- Green Spain Webstranica područja.
- Visit Asturias Turističke informacije.